# Skierniewice (gemeente)
De gemeente Skierniewice is een landgemeente in het Poolse woiwodschap Łódź, in powiat Skierniewicki.
De zetel van de gemeente is in Skierniewice.
Op 30 juni 2004 telde de gemeente 6750 inwoners.

## Oppervlakte gegevens
In 2002 bedroeg de totale oppervlakte van gemeente Skierniewice 131,67 km², waarvan:
- agrarisch gebied: 64%
- bossen: 29%

De gemeente beslaat 17,41% van de totale oppervlakte van de powiat.

## Demografie
Stand op 30 juni 2004:
| Omschrijving                   | Totaal | Totaal | Vrouwen | Vrouwen | Mannen | Mannen |
| ------------------------------ | ------ | ------ | ------- | ------- | ------ | ------ |
| eenheid                        | aantal | %      | aantal  | %       | aantal | %      |
| inwoners                       | 6750   | 100    | 3422    | 50,7    | 3328   | 49,3   |
| bevolkingsdichtheid (inw./km²) | 51,3   | 51,3   | 26      | 26      | 25,3   | 25,3   |

In 2002 bedroeg het gemiddelde inkomen per inwoner 1153,47 zł.

## Administratieve plaatsen (sołectwo)
Balcerów, Borowiny, Brzozów, Budy Grabskie, Dębowa Góra, Józefatów, Ludwików, Miedniewice, Miedniewice-Topola, Mokra, Mokra Lewa, Mokra Prawa, Nowe Rowiska, Nowy Ludwików, Pamiętna, Pruszków, Ruda, Rzeczków, Rzymiec, Samice, Sierakowice Lewe, Sierakowice Prawe, Stare Rowiska, Strobów, Wola Wysoka, Wólka Strobowska, Zalesie, Żelazna.
Zonder de status sołectwo : Dąbrowice, Julków.

## Aangrenzende gemeenten
Bolimów, Głuchów, Godzianów, Łyszkowice, Maków, Nieborów, Nowy Kawęczyn, Puszcza Mariańska, Rawa Mazowiecka, Skierniewice